# Zviad Gamsahurdia
Zviad Gamsahurdia (în georgiană ზვიად გამსახურდია, transliterat: Zviad K'onst'ant'ines dze Gamsahurdia, în rusă Звиа́д Константи́нович Гамсаху́рдия, transliterat: Zviad Konstantinovici Gamsahurdia; n. 31 martie 1939, Tbilisi, Republica Sovietică Socialistă Gruzină, URSS – d. 31 decembrie 1993, Dzveli Khibula⁠(d), Megrelia-Svanesia Superioară⁠(d), Georgia) a fost un scriitor și om politic din Georgia.
A fost președintele țării în perioada 14 aprilie 1991 - 6 ianuarie 1992, fiind primul șef de stat al Georgiei independente.
A mai deținut și funcția de secretar al Consiliului Suprem al Georgiei în perioada 14 noiembrie 1990 - 14 aprilie 1991.
Încă din tinerețe lupta împotriva influenței sovietice în Georgia din timpul regimului lui Hrușciov.
În 1955 înființă gruparea Gorgassaliani, care milita pentru promovarea drepturilor omului.
Este arestat în numeroase rânduri de către autoritățile sovietice și în cele din urmă internat într-un spital de psihiatrie din Tbilisi.
Participă la Demonstrațiile din Georgia din 1978, fiind din nou arestat de către KGB.
În urma unui referendum, la 31 martie 1991 Georgia se proclamă independentă având loc alegeri libere. Zviad Gamsakhurdia fu ales președinte cu 86,5% din voturile exprimate. Avea să fie alungat de la putere în urma unei lovituri de stat.
A scris numeroase opere literare și a tradus din T. S. Eliot, William Shakespeare, Charles Baudelaire și Oscar Wilde.